# Iudah Abohab
 Iudah Abohab  (Espanha, século XV) foi um rabino espanhol. Emigrou para a África e ai fundou em Alcácer-Quibir a academia Sesibot.